# 刘蓉华
刘蓉华（1959年—），山西霍州人，汉族，中华人民共和国政治人物、第十二届全国人民代表大会山西地区代表。
毕业于中央党校函授学院经济管理专业。加入民建，担任山西省监察厅副厅长。2008年起担任全国人大代表。2013年，再选为全国人大代表。